# Chrysopogon melanorrhinus
Chrysopogon melanorrhinus is een vliegensoort uit de familie van de roofvliegen (Asilidae). De wetenschappelijke naam van de soort is voor het eerst geldig gepubliceerd in 1985 door Clements.